# Sebestyén János (orgonaművész)
Sebestyén János (Budapest, 1931. március 2. – Budapest, 2012. február 4.) nemzetközileg is elismert Liszt Ferenc-díjas és Erkel Ferenc-díjas magyar orgona- és csembalóművész, érdemes művész. 1970-ben ő alapította a Zeneakadémia csembalószakát. Élete nagy részében rádiós személyiségként és zeneszerzőként is tevékenykedett.

## Élete
Édesapja dr. Sebestyén Sándor, a göteborgi és a budapesti opera zenekarának első gordonkása, édesanyja Mannaberg Rózsi, a Nemzeti Zenede nagyhírű zongoratanára volt.
Maga is a Zenedében kezdett tanulni (zongora: Antal István, orgona: Hammerschlag János, zeneszerzés: Major Ervin), 1946 és 1951 között tanult ott, de közben 1950-től a Magyar Rádióban kezdett dolgozni. 1952-től a Zeneakadémián Gergely Ferenc orgona- és Szabó Ferenc zeneszerzés-tanítványa volt. 1955-ben diplomázott. Utána Prágában Zuzana Růžičkovánál tanult csembalózni.

## Könyvei
- Életem történetei. Beszélgetések Rózsa Miklóssal. Budapest, 1980. Zeneműkiadó. ISBN 9633303540
- ... és azok a rádiós évek. (kolligátum Randé Jenő: Azok a rádiós évtizedek... c. művével) Budapest, 1995. Ajtósi Dürer K. ISBN 963831415X

## Kitüntetései
- 1967 – Erkel Ferenc-díj III. fokozat
- 1974 – Liszt Ferenc-díj II. fokozat
- 1982 – Érdemes művész
- 1984 – az Olasz Köztársaság tiszteletbeli lovagja
- 1996 – a portugál Henrik Infáns Állami Rend lovagja
- 1999 – Balatonlelle díszpolgára
- 1999 – a spanyol Katolikus Izabella Rend tisztje
- 2000 – a brazil Délkereszt Rend lovagja
- 2000 – a svéd Észak Csillaga Királyi Rend tisztje
- 2003 – az Olasz Köztársaság tiszteletbeli tisztje

## Nyomtatott források
- Brockhaus–Riemann zenei lexikon. Szerk. Boronkay Antal 3. köt. Budapest, 1985. Zeneműkiadó ISBN 963-330-540-3
- Ki kicsoda a magyar zeneéletben? Szerk.: Székely András 2., bőv. kiad. Budapest, 1988. Zeneműkiadó. ISBN 9633306728